# 470
|  | Per a altres significats, vegeu «470 (Vela)». |

El 470 (CDLXX) fou un any comú començat en dijous del calendari julià.

## Esdeveniments
- Els visigots ocupen la totalitat de la Tarraconense.[1]
- Euric, rei visigot, evita la invasió britana.[2]

## Naixements
- Mozi, filòsof xinès fundador del moïsme